# 希思 (蒙大拿州)
希思（英語：Heath）是位於美國蒙大拿州弗格斯縣的非建制地區。

## 歷史
希思的郵局於1910年設立，1926年關閉後又於1928年重啟，最終於1963年停運。

## 地理
希思所處的海拔為高於海平面1357米（即4451英呎），而該地所採用的時區為UTC-6，即北美山地時區（MST）。同時該地設有夏令時間，為UTC-7調快一小時，即UTC-6（MDT）。